# アステア
アステアインターナショナル株式会社（アステア）は、修理・保守サービス業務向けのパッケージソフトウェア「アステアアライアンス(AsteaAlliance)」（旧名称：サービスアライアンス）を提供している開発元企業。

## 所在地
アメリカ合衆国ペンシルベニア州に本社を置き、ヨーロッパ各国、オーストラリアや日本に拠点。

## 設立
1979年と古く、30年来、修理・保守サービス企業向けのパッケージソフトウェアを提供している。
日本法人の設立は2009年1月。

## 概要
アステア社のパッケージソフト「アステアアライアンス (AsteaAlliance)」は
ゴールドパートナーであるマイクロソフトの.NET Frameworkを採用し、汎用言語で記述されている。
修理・保守サービス業務に特化しており、次のようなモジュールを構成している。
- コンタクトセンター（コールセンター業務）
- フィールドサービス（フィールドサービス員の現地派遣修理）
- デポリペア（工場による返品修理）
- ロジスティクス（在庫・物流）
- セールスオーダー（物品販売）
- セールスフォース（営業セールス員の販売管理、いわゆるSFA）
- マーケティングキャンペーン（マーケティング機能）
- モバイル（携帯電話やポケットPC用モジュール。GPSなどとも連携される）
- ダイナミックスケジュールエンジン（多様なサービス員を様々な要因から、大量に、直接派遣指示を行う）
- ビジネスインテリジェンス（いわゆるBIツール。集計データからの分析を行う）
- 各種ポータル（顧客向けや従業員向け、技術員向け、など）
- 各種リンクツール（CTIやemail、会計システム向けなど）